# 兵庫県立小野高等学校
兵庫県立小野高等学校（ひょうごけんりつ おのこうとうがっこう）は、兵庫県小野市西本町に所在する県立高等学校。
略称は小野高（）。平成31年度より、スーパーサイエンスハイスクール(SSH)の指定を受けている。

## 概要
旧小野藩の藩校跡地にある。柳桜高等学校を統合して1949年より男女共学となる。
当初は普通科と家政科を有していた（家政科は後に廃止）。1950年に商業科、1995年に国際経済科が設置（現在は2つが統合して計2クラス（80人））。1986年頃より普通科内に1クラス、40名の理数コースが設置されていたが、平成15年より後述の事情により募集を停止、カリキュラム等を大幅に変更した「科学総合コース」が設置されて現在の科学探究科に至る。

## 沿革
- 1880年（明治13年）5月 - 5郡(加東・美嚢・多可・加古・明石) 連合の公立小野中学校設立。
- 1885年（明治18年）3月 - 公立姫路中学校との統合のために廃校。
- 1902年（明治35年）
  - 4月1日 - 校名を兵庫県立小野中学校として開校。創立○○年はここを起点とする。
  - 5月1日 - 第1回入学式挙行。この日を創立記念日と決定。
- 1948年（昭和23年）
  - 4月1日 - 昭和22年法律第26号により兵庫県立小野高等学校と改称。
  - 7月1日 - 高等学校再編成（男女共学）に伴い、兵庫県柳桜高等学校(旧称：兵庫県小野高等女学校)と共学が始まる。
- 1949年（昭和24年）4月1日 - 兵庫県立小野高等学校・兵庫県柳桜高等学校統合、学区制実施。第1学年は普通科3学級（150人）および家庭科1学級（50人）。
- 1950年（昭和25年）4月1日 - 商業科1学級設置。
- 1953年（昭和28年）5月1日 - 創立50周年記念式挙行。現在の校歌が制定される。
- 1954年（昭和29年）11月1日 - 応援歌制定。
- 1963年（昭和38年）4月1日 - 家庭科を家政科に名称変更。
- 1980年（昭和55年）3月16日 - 商業科創設30周年記念式挙行、創立80周年・校舎全面改築竣工記念式挙行。
- 1985年（昭和60年）3月31日 - 家政科廃止。
- 1986年（昭和61年）4月1日 - 普通科に理数コースを1学級設置。
- 1988年（昭和63年）5月11日 - 「蜻蛉の庭」完成。
- 1992年（平成4年）10月10日 - 創立90周年記念式挙行。
- 1993年（平成5年）4月1日 - 国際経済コースおよび情報会計コース（類型）設置。
- 1994年（平成6年）5月7日 - 「柳桜の庭」完成。
- 1995年（平成7年）4月1日 - 国際経済科1学級設置。
- 1997年（平成9年）
  - 2月16日 - 商業科・国際経済科推薦入試制度開始。
  - 4月1日 - 普通科1学級増。
- 2002年（平成14年）
  - 4月1日 - 普通科1学級減。
  - 10月13日 - 創立100周年記念式挙行。
  - 11月29日 - 「百周年記念館」（愛称:蜻蛉ホール）寄付受納。
- 2003年（平成15年）
  - 3月24日 - 図書館の増改築工事完了。
  - 4月1日 - 理数コース募集停止、代わって普通科の中に科学総合コース1学級設置。
- 2005年（平成17年）4月1日 - 普通科1学級減。
- 2012年（平成24年）10月27日 - 創立110周年記念式典挙行。
- 2019年（平成31年）4月1日 - スーパーサイエンスハイスクール(SSH)の指定を受ける(令和5年度まで)。
- 2020年（令和2年）4月1日 - 普通科科学総合コースを募集停止、代わりに科学探究科を設置。商業科と国際経済科を統合し、ビジネス探究科に改編。
- 2021年（令和3年）4月1日 - 普通科1学級減。

## 基礎データ

### アクセス
- 神戸電鉄小野駅から徒歩3分、JR加古川線小野町駅から自転車8分、神姫バス小野町一丁目から徒歩5分。

### 通学区域
普通科のみ学区制（第3学区）が適用され、科学探究科とビジネス探究科は県下全域から出願できる。

### 象徴
- 「校是」として「明き、浄き、直き誠の心」が掲げられており、これは「蜻蛉魂」としてまとめられる。
- 校章はトンボの形をしており、前身である旧制小野中学の「小」「中」の文字をたてにあわせて書くと丁度トンボのように見えることに基づいている（この旧制小野中学の校章は、同じ小野市内にある市立小野中学校にも同じ形で引き継がれている）。
- 校歌は50周年記念事業の一環として昭和27年に完成したものである。旧制中学の校歌「神代の姿」に代えてつくられたこの校歌は、作詞・藤村作、作曲・福井直秋による。ニ長調。
- 1954年には応援歌歌詞が当時の生徒から公募された。応援歌は、作詞・国井立志、作曲・村山貞雄による。
- 神戸電鉄粟生線を挟んで隣にある小野市立小野小学校とチャイムの混同を防ぐために、本校では独自のチャイムが採用されている(静岡県沼津市で17時に鳴る防災行政チャイム「希望」と同一)。

## 部活動

### 運動部
- 陸上競技部
- 野球部
- サッカー部
- ソフトテニス部（男・女）
- バレーボール部（男・女）
- バスケットボール部（男・女）
- 剣道部
- 柔道部
- 空手道部
- 男子テニス部(硬式・女子部員の在籍もできる)
- 卓球部（男・女）
- ソフトボール部
- 水泳部
- ダンス部

### 文化部
- 放送部
- 軽音楽部
- 吹奏楽部
- 音楽部
- 美術部
- 茶道部
- 華道部
- 書道部
- 生物部
- 化学部
- 物理部
- 天文部
- ビジネスライセンス部
- ESS部
- 囲碁将棋部
- 文芸部
- 家庭科研究部

### 部活動成績

#### 陸上競技部
- 2019年
  - 全国高校総体 女子200m 第6位・女子4×100mR 準決勝進出・女子4×400mR 準決勝進出
  - U18日本選手権 女子100m 出場・女子200ｍ 出場・女子300m 出場
- 2020年
  - 日本選手権 女子200m 出場・女子4×400mR 出場
  - 全国高等学校陸上競技大会 女子4×100mR 出場
- 2021年：全国高校総体 男子400mH 準決勝進出
- 2022年
  - 全国高校総体 男子400mH 第4位
  - 国民体育大会 男子少年A300mH 第8位

野球部
- 2018年：第100回全国高等学校野球選手権記念西兵庫大会 ベスト4
- 2019年：第101回全国高等学校野球選手権兵庫大会 ベスト8

水泳部
- 2005年〜2013年近畿大会9年連続出場。
- 2010年：インターハイ (沖縄インターハイ) 女子200m個人メドレー出場
- 2012年：インターハイ (北信越かがやき総体) 女子100m平泳ぎ、女子200m平泳ぎ出場
- 2017年：インターハイ（南東北総体）男子1500m自由形出場

サッカー部
- 1982年: 兵庫県総合体育大会 3位
- 1982年: 近畿大会出場
- 1984年: 兵庫県総合体育大会 優勝
- 1984年: 近畿大会出場(滋賀)
- 1984年: 全国高等学校総合体育大会出場(秋田)
- 1984年: 全国高校サッカー選手権 兵庫予選 3位
- 1990年：兵庫県サッカー新人大会優勝。
- 2007年：兵庫県サッカー新人大会優勝。

男子バレーボール部
- 平成28年度近畿高等学校バレーボール優勝大会出場
- 第69回近畿6人制バレーボール高等学校男女選手権大会出場
- 平成30年度近畿高等学校バレーボール優勝大会出場
- 第71回近畿6人制バレーボール高等学校男女選手権大会出場

商業研究部
- 2006年：商業大会全国大会出場

放送部
- NHK主催、NHK杯全国放送コンテスト24年連続全国大会出場。

2002年〜現在　15年連続兵庫県総合優勝中。（15年連続兵庫県最優秀学校賞）
- 2002年朗読部門全国優勝。文部科学大臣賞受賞。
- 2004年TVドラマ部門全国優勝。文部科学大臣賞受賞。
- 2007年アナウンス部門、史上初の決勝進出。全国4位。
- 2008年TVドラマ部門全国優勝。文部科学大臣賞受賞。
- 2008年ラジオドラマ部門全国優勝。文部科学大臣賞受賞。
- 2008年ラジオドキュメント部門、史上初の決勝進出。全国3位。
- 2009年ラジオドラマ部門全国優勝（2連覇）。文部科学大臣賞受賞。
- 2009年ラジオドキュメント部門、2年連続の決勝進出。全国3位。
- 2010年ラジオドラマ部門全国優勝（3連覇）。文部科学大臣賞受賞。
- 2010年アナウンス部門、決勝進出。全国4位。
- 2011年ラジオドキュメント部門、決勝進出。全国2位　準優勝。
- 2012年ラジオドキュメント部門、決勝進出。全国3位。
- 2012年TVドキュメント部門、決勝進出。全国3位。
- 2012年TVドラマ部門、決勝進出。全国2位　準優勝。
- 2013年朗読部門、決勝進出。全国2位　準優勝
- 2013年TVドラマ部門、決勝進出。全国2位　準優勝。
- 2015年アナウンス部門、決勝進出。全国4位。
- 2015年朗読部門、決勝進出。全国4位。
- 2016年アナウンス部門、2名決勝進出。1名 全国第1位 全国優勝、文部科学大臣賞受賞。もう1名は全国第4位。
- 2018年アナウンス部門、2名決勝進出。1名 全国第2位 全国準備優勝。もう1名は全国第4位。

空手道部
- 2016年空手道全国高校選抜大会出場

## 学科
- 普通科
- 科学探究科
- ビジネス探究科

## おもな学校行事
- 離任式
- 新入生歓迎遠足
- 集団宿泊訓練
- 文化祭（蜻蛉祭）
- 球技大会
- オープンハイスクール（夏）
- 体育大会
- 修学旅行
- 耐寒訓練
- 百人一首大会
- コーラス大会
- 卒業式

## 学校関係者と組織

### 学校関係者組織
- 蜻蛉会 - 同窓会は「蜻蛉会」と呼ばれ、旧制中学・女学校時代からの卒業生をも含む。

### 学校関係者一覧

#### 出身者
旧制中学時代
- 美濃部達吉 - 法学者、憲法学者、政治家、東京帝国大学名誉教授。公立小野中学校時代に姫路中学校と統合される前の最後の1年間通学。
- 柴崎恵次 - 海軍中将。タラワの戦いの司令官。
- 東後琢三郎 - 都市計画家
- 藤井茂 - 経済学者、神戸大学名誉教授
- 吉村寿人 - 医学者、京都府立医科大学学長

新制高等学校
- 井上喜一 - 元衆議院議員（自由民主党）、元有事法制担当相
- 岩佐早希 - フリーアナウンサー、元メ～テレ契約アナウンサー、元NHK神戸放送局契約キャスター
- 大西科学 - 作家
- 大西洋平 - テレビ朝日アナウンサー
- 川野武文 - 宮崎放送アナウンサー
- 橘田恵 - 女子硬式野球選手
- 笹倉千裕 - フリーアナウンサー、元NHK京都放送局契約キャスター、元NHK長崎放送局契約キャスター
- 清水誉 - 元プロ野球選手（阪神タイガース）
- 高橋昭一 - 元衆議院議員（民主党）、メディアプランナー
- 田中大貴 - フリーアナウンサー、元フジテレビアナウンサー
- 玉岡かおる - 作家
- 東後勝明 - 早稲田大教育学部教授、元NHK「ラジオ英語会話」講師
- 西村勇気 - テレビ熊本アナウンサー、元NHKアナウンサー
- 橋本莉奈 - 青森放送アナウンサー
- 八馬淳也 - 元フジテレビアナウンサー、情報制作局ディレクター
- 福戸あや - 朝日放送テレビアナウンサー
- 岡本楓賀 -  さんいん中央テレビアナウンサー
- 藤井比早之 - 衆議院議員（自由民主党）
- 蓬萊務 - 小野市長
- 松尾清一 - 名古屋大学総長
- 本岡昭次 - 元参議院議員、副議長（民主党）
- 薮本吉秀 - 元三木市長
- 山本晴三 - 元プロ野球選手（阪神タイガース）
- 糟谷敏秀 - 元特許庁長官
- 尾縣貢 - 元陸上選手、解説者、日本陸上競技連盟会長